# Coupe du président de l'AFC 2005
Navigation
Édition suivante
La Coupe du président de l'AFC 2005 est la toute première édition de la Coupe du président de l'AFC, la compétition mise en place par l'AFC pour les meilleures équipes des pays classés comme émergents par la confédération asiatique, la troisième et dernière catégorie des nations asiatiques. C'est le président de l'AFC, le Qatari Mohammed Bin Hammam, qui est à l'origine de cette classification la saison dernière et qui excluait de facto les pays émergents de la Ligue des champions de l'AFC et de la Coupe de l'AFC. Pour permettre à ces nations d'aligner leur meilleure équipe en compétition continentale, il décide de mettre en place cette nouvelle compétition, qui porte donc son nom.
Il y a dix-sept nations classées comme émergents mais seuls huit d'entre elles acceptent l'invitation de l'AFC d'engager leur champion cette année.
Cette première édition a vu toutes ses rencontres se disputer au Stade Dasarath Rangasala et au Stade Halchowk de Katmandou au Népal. C'est le club tadjik de Regar-TadAZ Tursunzoda qui remporte le titre, après avoir battu en finale les Kyrghyzes de Dordoi-Dinamo Naryn. C'est le premier titre continental de l'histoire du club.
Le tournoi a vu se disputer 15 rencontres et 51 buts ont été marqués (soit 3,4 buts par match). Les meilleurs buteurs sont deux Tadjiks : Khourshed Makhmoudov et Dzhomikhon Moukhidinov avec 4 buts chacun.

## Participants
- Dordoi-Dinamo Naryn - Champion du Kirghizistan 2004
- Nabil Three Star Club - Champion du Népal 2004
- Taiwan Power Company FC
- Transport United
- Regar-TadAZ Tursunzoda - Champion du Tadjikistan 2004
- Blue Star SC - Championnat du Sri Lanka 2003-2004
- Hello United
- WAPDA FC - Champion du Pakistan 2004

## Phase de groupes
Toutes les équipes participantes sont réparties dans deux groupes de 4 équipes. 
Les deux premiers de chaque poule se qualifient pour les demi-finales.

### Groupe A
| Rang | Équipe                  | Pts | J | G | N | P | Bp | Bc | Diff |  | Résultats (▼ dom., ► ext.) |  | Drapeau du Népal |     |     |
| ---- | ----------------------- | --- | - | - | - | - | -- | -- | ---- |  | -------------------------- |  | ---------------- | --- | --- |
| 1    | Regar-TadAZ Tursunzoda  | 7   | 3 | 2 | 1 | 0 | 9  | 1  | +8   |  | Regar-TadAZ Tursunzoda     |  | 0-0              | 3-0 | 6-1 |
| 2    | Nabil Three Star Club   | 5   | 3 | 1 | 2 | 0 | 3  | 2  | +1   |  | Nabil Three Star Club      |  |                  | 1-1 | 2-1 |
| 3    | Taiwan Power Company FC | 4   | 3 | 1 | 1 | 1 | 2  | 4  | -2   |  | Taiwan Power Company FC    |  |                  |     | 1-0 |
| 4    | Transport United        | 0   | 3 | 0 | 0 | 3 | 2  | 9  | -7   |  | Transport United           |  |                  |     |     |

| 4 mai 2005 | Nabil Three Star Club | 1 – 1   | Taiwan Power Company FC | Stade Dasarath Rangasala, Katmandou              |                                                  |
|            | Maharjan 38e          | (1 - 1) | Chen 36e                | Spectateurs : 15 000 Arbitrage : Chaiwat Kunsuta | Spectateurs : 15 000 Arbitrage : Chaiwat Kunsuta |
|            | rapport               |         |                         | Spectateurs : 15 000 Arbitrage : Chaiwat Kunsuta | Spectateurs : 15 000 Arbitrage : Chaiwat Kunsuta |

| 4 mai 2005 | Regar-TadAZ Tursunzoda                                                                         | 6 – 1   | Transport United | Stade Halchowk, Katmandou                                   |                                                             |
|            | Mahmudov 18e · Moukhidinov 35e · Mukhidinov 37e · Moukhidinov 56e · Tabarov 86e · Mahmudov 89e | (3 - 0) | Dendup 68e       | Spectateurs : 2 000 Arbitrage : Anura de Silva Vidanagamage | Spectateurs : 2 000 Arbitrage : Anura de Silva Vidanagamage |
|            | rapport                                                                                        |         |                  | Spectateurs : 2 000 Arbitrage : Anura de Silva Vidanagamage | Spectateurs : 2 000 Arbitrage : Anura de Silva Vidanagamage |

| 6 mai 2005 | Taiwan Power Company FC | 0 – 3   | Regar-TadAZ Tursunzoda                      | Stade Halchowk, Katmandou                               |                                                         |
|            |                         | (0 - 3) | Irgashev 7e · Moukhidinov 18e · Tabarov 40e | Spectateurs : 2 000 Arbitrage : Setiyono Midi Nitrorejo | Spectateurs : 2 000 Arbitrage : Setiyono Midi Nitrorejo |
|            | rapport                 |         |                                             | Spectateurs : 2 000 Arbitrage : Setiyono Midi Nitrorejo | Spectateurs : 2 000 Arbitrage : Setiyono Midi Nitrorejo |

| 6 mai 2005 | Transport United | 1 – 2   | Nabil Three Star Club      | Stade Dasarath Rangasala, Katmandou                |                                                    |
|            | Chophel 37e      | (1 - 2) | Gouchan 10e · Maharjan 43e | Spectateurs : 8 000 Arbitrage : Emil Busurmankulov | Spectateurs : 8 000 Arbitrage : Emil Busurmankulov |
|            | rapport          |         |                            | Spectateurs : 8 000 Arbitrage : Emil Busurmankulov | Spectateurs : 8 000 Arbitrage : Emil Busurmankulov |

| 8 mai 2005 | Taiwan Power Company FC | 1 – 0   | Transport United | Stade Halchowk, Katmandou                        |                                                  |
|            | Chiang 40e              | (1 - 0) |                  | Spectateurs : 600 Arbitrage : Emil Busurmankulov | Spectateurs : 600 Arbitrage : Emil Busurmankulov |
|            | rapport                 |         |                  | Spectateurs : 600 Arbitrage : Emil Busurmankulov | Spectateurs : 600 Arbitrage : Emil Busurmankulov |

| 8 mai 2005 | Nabil Three Star Club | 0 – 0   | Regar-TadAZ Tursunzoda | Stade Dasarath Rangasala, Katmandou                          |                                                              |
|            |                       | (0 - 0) |                        | Spectateurs : 12 000 Arbitrage : Anura De Silva Vidanagamage | Spectateurs : 12 000 Arbitrage : Anura De Silva Vidanagamage |
|            | rapport               |         |                        | Spectateurs : 12 000 Arbitrage : Anura De Silva Vidanagamage | Spectateurs : 12 000 Arbitrage : Anura De Silva Vidanagamage |

### Groupe B
| Rang | Équipe              | Pts | J | G | N | P | Bp | Bc | Diff |  | Résultats (▼ dom., ► ext.) |  |     |     |     |
| ---- | ------------------- | --- | - | - | - | - | -- | -- | ---- |  | -------------------------- |  | --- | --- | --- |
| 1    | Dordoi-Dinamo Naryn | 6   | 3 | 2 | 0 | 1 | 14 | 3  | +11  |  | Dordoi-Dinamo Naryn        |  | 8-1 | 0-1 | 6-1 |
| 2    | Blue Star SC        | 6   | 3 | 2 | 0 | 1 | 5  | 10 | -5   |  | Blue Star SC               |  |     | 1-0 | 3-2 |
| 3    | WAPDA FC            | 3   | 3 | 1 | 0 | 2 | 2  | 3  | -1   |  | WAPDA FC                   |  |     |     | 1-2 |
| 4    | Hello United        | 3   | 3 | 1 | 0 | 2 | 5  | 10 | -5   |  | Hello United               |  |     |     |     |

| 5 mai 2005 | Dordoi-Dinamo Naryn                                                                    | 6 – 1   | Hello United | Stade Halchowk, Katmandou                                |                                                          |
| 16h00      | Kasymov 24e · Krasnov 25e · Chikishev 28e · Krasnov 39e · Kasymov 43e · Berezovsky 71e | (5 - 1) | Sochetra 40e | Spectateurs : 1 000 Arbitrage : Tayeb Hasan Shamsuzzaman | Spectateurs : 1 000 Arbitrage : Tayeb Hasan Shamsuzzaman |
| 16h00      | rapport                                                                                |         |              | Spectateurs : 1 000 Arbitrage : Tayeb Hasan Shamsuzzaman | Spectateurs : 1 000 Arbitrage : Tayeb Hasan Shamsuzzaman |

| 5 mai 2005 | WAPDA FC | 0 – 1   | Blue Star SC  | Stade Dasarath Rangasala, Katmandou         |                                             |
| 16h00      |          | (0 - 1) | Steinwall 26e | Spectateurs : 400 Arbitrage : Vu Duc Nguyen | Spectateurs : 400 Arbitrage : Vu Duc Nguyen |
| 16h00      | rapport  |         |               | Spectateurs : 400 Arbitrage : Vu Duc Nguyen | Spectateurs : 400 Arbitrage : Vu Duc Nguyen |

| 7 mai 2005 | Hello United                  | 2 – 1   | WAPDA FC    | Stade Halchowk, Katmandou                       |                                                 |
| 16h00      | Sochetra 48e · Sochetra 90+2e | (0 - 1) | Mehmood 16e | Spectateurs : 1 000 Arbitrage : Chaiwat Kunsuta | Spectateurs : 1 000 Arbitrage : Chaiwat Kunsuta |
| 16h00      | rapport                       |         |             | Spectateurs : 1 000 Arbitrage : Chaiwat Kunsuta | Spectateurs : 1 000 Arbitrage : Chaiwat Kunsuta |

| 7 mai 2005 | Blue Star SC  | 1 – 8   | Dordoi-Dinamo Naryn | Stade Dasarath Rangasala, Katmandou                      |                                                          |
| 16h00      | Steinwall 19e | (1 - 5) | Kasymov 1re · Krohmal 11e · Krasnov 15e · Berezovsky 16e · Jumagulov 42e · Tchertkov (ru) 64e · Ishenbaev 76e · Ishenbaev 81e | Spectateurs : 2 000 Arbitrage : Tayeb Hasan Shamsuzzaman | Spectateurs : 2 000 Arbitrage : Tayeb Hasan Shamsuzzaman |
| 16h00      | rapport       |         | | Spectateurs : 2 000 Arbitrage : Tayeb Hasan Shamsuzzaman | Spectateurs : 2 000 Arbitrage : Tayeb Hasan Shamsuzzaman |

| 9 mai 2005 | Hello United                        | 2 – 3   | Blue Star SC                                      | Stade Dasarath Rangasala, Katmandou                   |                                                       |
| 16h00      | Sokunthea 60e · Sochetra 79e (pen.) | (0 - 1) | Steinwall 32e (pen.) · Steinwall 72e · Fawzan 90e | Spectateurs : 800 Arbitrage : Setiyono Midi Nitrorejo | Spectateurs : 800 Arbitrage : Setiyono Midi Nitrorejo |
| 16h00      | rapport                             |         |                                                   | Spectateurs : 800 Arbitrage : Setiyono Midi Nitrorejo | Spectateurs : 800 Arbitrage : Setiyono Midi Nitrorejo |

| 9 mai 2005 | Dordoi-Dinamo Naryn | 0 – 1   | WAPDA FC    | Stade Halchowk, Katmandou                    |                                              |
| 16h00      |                     | (0 - 0) | Mehmood 81e | Spectateurs : 500 Arbitrage : Manuel Pereira | Spectateurs : 500 Arbitrage : Manuel Pereira |
| 16h00      | rapport             |         |             | Spectateurs : 500 Arbitrage : Manuel Pereira | Spectateurs : 500 Arbitrage : Manuel Pereira |

## Phase finale à élimination directe
|  | Demi-finales            | Demi-finales        |                        |       | Finale | Finale |
|  | Demi-finales            | Demi-finales        |                        |       | Finale | Finale |
|  |                         |                     |                        |       |        |        |
|  |                         |                     |                        |       |        |        |
|  |                         |                     |                        |       |        |        |
|  | Regar-TadAZ Tursunzoda  | 6                   |                        |       |        |        |
|  | Regar-TadAZ Tursunzoda  | 6                   |                        |       |        |        |
|  | Blue Star SC            | 0                   |                        |       |        |        |
|  | Blue Star SC            | 0                   | Regar-TadAZ Tursunzoda | 3     |        |        |
|  |                         |                     | Regar-TadAZ Tursunzoda | 3     |        |        |
|  |                         | Dordoi-Dinamo Naryn | 0                      |       |        |        |
|  | Dordoi-Dinamo Naryn tab | Dordoi-Dinamo Naryn | 0                      | 0 (4) |        |        |
|  | Dordoi-Dinamo Naryn tab |                     |                        | 0 (4) |        |        |
|  | Nabil Three Star Club   | 0 (3)               |                        |       |        |        |
|  | Nabil Three Star Club   | 0 (3)               |                        |       |        |        |

| Demi-finales      | Regar-TadAZ Tursunzoda                                                                 | 6 – 0   | Blue Star SC | Stade Dasarath Rangasala, Katmandou             |                                                 |
| 12 mai 2005 16h00 | Khamidov 13e · Mahmudov 41e · Khamidov 43e · Umarbaev 70e · Rustamov 74e · Nematov 90e | (3 - 0) |              | Spectateurs : 10 000 Arbitrage : Manuel Pereira | Spectateurs : 10 000 Arbitrage : Manuel Pereira |
| 12 mai 2005 16h00 | rapport                                                                                |         |              | Spectateurs : 10 000 Arbitrage : Manuel Pereira | Spectateurs : 10 000 Arbitrage : Manuel Pereira |

| Demi-finales      | Dordoi-Dinamo Naryn | 0 – 0 (a.p.) | Nabil Three Star Club | Stade Dasarath Rangasala, Katmandou                       |                                                           |
| 12 mai 2005 19h00 |                     | (0 - 0)      |                       | Spectateurs : 22 000 Arbitrage : Tayeb Hasan Shamsuzzaman | Spectateurs : 22 000 Arbitrage : Tayeb Hasan Shamsuzzaman |
| 12 mai 2005 19h00 | rapport             |              |                       | Spectateurs : 22 000 Arbitrage : Tayeb Hasan Shamsuzzaman | Spectateurs : 22 000 Arbitrage : Tayeb Hasan Shamsuzzaman |
| 12 mai 2005 19h00 | Tirs au but 4 - 3   |              |                       | Spectateurs : 22 000 Arbitrage : Tayeb Hasan Shamsuzzaman | Spectateurs : 22 000 Arbitrage : Tayeb Hasan Shamsuzzaman |

| Finale            | Regar-TadAZ Tursunzoda                           | 3 – 0   | Dordoi-Dinamo Naryn | Stade Dasarath Rangasala, Katmandou             |                                                 |
| 14 mai 2005 19h00 | Rakhimov 7e · Irgashev 70e (pen.) · Mahmudov 72e | (1 - 0) |                     | Spectateurs : 8 000 Arbitrage : Chaiwat Kunsuta | Spectateurs : 8 000 Arbitrage : Chaiwat Kunsuta |
| 14 mai 2005 19h00 | rapport                                          |         |                     | Spectateurs : 8 000 Arbitrage : Chaiwat Kunsuta | Spectateurs : 8 000 Arbitrage : Chaiwat Kunsuta |